# Koanophyllon galeanum
Koanophyllon galeanum là một loài thực vật có hoa trong họ Cúc. Loài này được (B.L.Turner) B.L.Turner mô tả khoa học đầu tiên.